# Ролингстон (Минесота)
Ролингстон (енгл. Rollingstone) град је у америчкој савезној држави Минесота.

## Демографија
По попису из 2010. године број становника је 664, што је 33 (-4,7%) становника мање него 2000. године.
| Група             | 2000.       | 2010.       |
| Белци             | 690 (99,0%) | 650 (97,9%) |
| Афроамериканци    | 1 (0,1%)    | 0 (0,0%)    |
| Азијати           | 1 (0,1%)    | 6 (0,9%)    |
| Хиспаноамериканци | 4 (0,6%)    | 5 (0,8%)    |
| Укупно            | 697         | 664         |